# رودولفو لاسي تامايو
رودولفو لاسي تامايو (بالإسبانية: Rodolfo Lacy Tamayo)‏ هو مهندس مكسيكي، ولد في 22 يوليو 1958 في ارموسييو سونورا في المكسيك.